# Inmutabilidad
La inmutabilidad es la cualidad de aquello que no cambia. "Así pues la Eternidad está en Dios, el cosmos está en la Eternidad, el tiempo está en el cosmos, el devenir está en el tiempo. Y en tanto la Eternidad se mantiene inmóvil alrededor de Dios, el cosmos está en movimiento en la Eternidad, el tiempo se realiza en el cosmos y el devenir deviene en el tiempo." Se dice que es inmutable lo que no está sometido a la condición temporal, requisito necesario del cambio. Es un atributo de Dios, de quien se dice que no cambia, ni El ni sus designios: “El proyecto del Señor subsiste siempre, sus planes prosiguen a lo largo de los siglos” (Sal. 33, 11). Podemos apelar al simbolismo para lograr una mejor comprensión de esta idea. A este fin sirve el simbolismo de la rueda, que nos sugiere la idea de inmutabilidad, a través de su centro, sin el cual no hay rueda posible, teniendo en la circunferencia una representación de lo mutable.
La creación no constituye un cambio en Dios, pues Lo infinito no tiene correlación con lo finito, no tienen medida común por lo que no constituyen una dualidad. Por eso se dice que Dios trasciende la creación, que conserva la impronta del creador (inmanencia) y saca toda su realidad de su vínculo con El. En otras palabras, el Todo es anterior, y por lo tanto cualitativamente más, que la suma de las partes. Lo contrario es mantenido por el panteísmo.
San Agustín distingue lo mutable de lo inmutable: "Los hombres vieron estas dos cosas (el cuerpo y el alma), las ponderaron, las investigaron a ambas, y encontraron que cada una de ellas es mutable en el hombre. El cuerpo es mutable en sus diferentes edades, en su corrupción, en sus enfermendades, en sus reflexiones y sus defectos, en su vida, en su muerte. Pasaron entonces al alma, que ciertamente comprendieron que era mejor, y que también se maravillaron de que fuera invisible. Pero encontraron que también era mutable, que ora quería algo, y que ora no quería; que ora conocía, y que ora no conocía; que ora recordaba, y que ora olvidaba; que ora temía, y que ora osaba; que ora avanzaba en sabiduría, y que ora recaía en la necedad. Vieron que era mutable, la dejaron también y fueron en busca de algo que fuera inmutable. Y así llegaron a la cognición de Dios el Creador por medio de las cosas que Él creó...Examina las mutaciones de las cosas y descubrirás por todas partes el "ha sido" y el "será". Piensa en Dios y encontrarás "es" donde "ha sido" y "será" no pueden ser".
"La inmutabilidad es la propiedad peculiar de la eternidad"
, y la eternidad es atributo del Ser puro.
Se suele simbolizar a través de la indestructibilidad. La piedra y en especial el diamante han servido a este propósito, material del que se dice que está construido el puente que une el Cielo y la Tierra. De esta misma idea se desprende el simbolismo del pilar, que en vez de unir, mantiene separados el Cielo y la Tierra permitiendo la manifestación corporal.